# Карл Роберт
Карл I Ро́берт (Шаробер) (венг. Károly Róbert; 1288, Неаполь — 16 июля 1342, Вишеград, Венгрия) — король Венгрии и Хорватии с 27 августа 1310 года.
Его претензии на престол Венгрии были оспорены несколькими претендентами. Тем не менее, хотя он и был лишь ребёнком в 1300 году, когда его дед король Карл II Неаполитанский отправил его в Венгрию, Карл Роберт укрепил свою власть в королевстве в борьбе против своих оппонентов и местных баронов. Провел ряд важных политических и экономических реформ: установил так называемую  систему чести, которая поставила баронов в зависимость от королевской власти; ввел новые монеты с неизменно высоким содержанием золота.
Внешняя политика Карла Роберта во многом вытекала из династических союзов. Его самым большим достижением стало создание оборонительного союза с Польшей и Чехией против Габсбургов. Также он пытался реализовать претензии на Неаполитанское королевство, но смог достичь только формальных результатов. Тем не менее, Карл Роберт был одним из самых успешных правителей Венгрии.

## Детство
Карл Роберт родился в Неаполе и был единственным сыном князя Салернского и титулярного короля Венгрии Карла Мартелла Анжуйского и его жены Клеменции Габсбургской, дочери короля Рудольфа I. Его бабушка по отцовской линии, Мария Венгерская, дочь короля Иштвана V, заявила о своих претензиях на венгерский трон после смерти своего брата, короля Ласло IV Куна, но большая часть населения поддержали её дальнего родственника, короля Андраша III. Тем не менее, Мария передала свои притязания по наследству своему старшему сыну, Карлу Мартеллу, но он так и не смог их реализовать и умер 19 августа 1295 года.
После смерти отца 7-летний Карл Роберт унаследовал претензии на корону Венгрии. При этом его дед, король Карл II Неаполитанский, 13 февраля 1296 года назначил наследником Неаполитанского королевства своего младшего сына (дядю Карла Роберта) Роберта Неаполитанского. Этот указ был подтвержден папой Бонифацием VIII, сюзереном Неаполитанского королевства, 27 февраля 1297 года. Так Карл Роберт лишился прав на неаполитанский королевский престол.

## Борьба за Венгрию
Ослабление королевской власти при Иштване V позволило знатному роду Шубичей восстановить своё господство в Далмации. Ласло IV Кун, желая добиться успокоения Далмации, признал хорватского магната Павла I Шубича баном Хорватии и Далмации. Ласло IV Кун умер в 1290 году, не оставив сыновей, и разгорелась гражданская война между кандидатами на трон — поддерживаемым венграми Андрашем III и хорватским ставленником Карлом Мартеллом Анжуйским. Отец Карла Мартелла Карл II Неаполитанский объявил всю Хорватию от горы Гвоздь до реки Неретвы наследственными владениями Павла I Шубича.
В начале 1300 года Павел I Шубич пригласил Карла Роберта в Венгрию, признав его своим королём. Дед Карла Роберта Карл II Неаполитанский принял приглашение и, выдав внуку небольшую сумму денег, отправил его в Венгрию завоевывать корону. 12-летний Карл Роберт высадился в Сплите в августе 1300 года и направился в Загреб, где был принят Угрином Чаком, другим влиятельным магнатом королевства, в качестве короля Венгрии.
Когда король Андраш III внезапно умер 14 января 1301 года, сторонники Карла Роберта отвезли его в Эстергом, где архиепископ Григорий Бискей увенчал его некой случайной короной, поскольку Корона Святого Иштвана находилась в руках его противников. Однако большинство магнатов королевства не признали его власть и провозгласили королём Вацлава Чешского, сына Вацлава II. 12-летний Вацлав обручился с Елизаветой Тёсс, дочерью короля Андраша III, и под именем Ласло был коронован Короной Святого Иштвана в Секешфехерваре архиепископом Иоанном Калошским.
После коронации соперника Карл Роберт удалился в Славонию, где его сторонники укрепляли своё положение. В сентябре 1302 года он осадил Буду, но не смог занять столицу королевства и был вынужден отступить обратно в Славонию. Папа Бонифаций VIII подтвердил претензии Карла Роберта на Венгрию 31 мая 1303 года, и его дядя по матери, король Альбрехт I Германский обеспечил ему военную помощь. В это же время на сторону Карла Роберта перешли магнаты Матуш Чак и Аба, до того поддерживавшие Вацлава Чешского. Летом 1304 года король Вацлав II прибыл из Праги с армией, чтобы помочь сыну укрепить свою власть в королевстве. Однако король Чехии оценил ситуацию и понял, что позиции его сына в Венгрии слишком нестабильны, и поэтому решил забрать Вацлава и корону с собой в Прагу. Узнав о чешском отступлении, Карл Роберт заключил союз с герцогом Австрии Рудольфом I, и они напали на Чехию, но не смогли занять Кутну Гору и были вынуждены отступить.
Тем не менее, большинство венгерских магнатов по-прежнему не признавали власть Карла Роберта. В августе 1305 года его противник Вацлав III, унаследовавший корону Чехии от отца, отказался от притязаний на Венгрию в пользу Оттона III, герцога Баварского, который приходился внуком королю Беле IV. Оттон под видом купца срочно прибыл в Пешт и был коронован Короной Святого Иштвана в Секешфехерваре епископами Веспрема и Чанада 6 декабря под именем Белы V. Однако Оттон не смог укрепить свою власть. В 1306 году Карл Роберт занял Эстергом, Спишский Град, Зволен и некоторые другие города и крепости в северных частях королевства, а в следующем году вошел в Буду.
В июне 1307 года герцог Оттон III решил посетить могущественного воеводу Трансильвании Ласло Кана, но тот неожиданно арестовал его. 10 октября 1307 года магнаты на собрании в Ракоше провозгласили Карла Роберта королём, но самые богатые аристократы (Матуш Чак и Ласло Кан) проигнорировали съезд. В конце года Ласло Кан освободил соперника Карла Роберта, и Оттон покинул страну. Однако воевода Трансильвании отказался передать Корону Святого Иштвана Карлу Роберту, чья легитимность могла быть поставлена под сомнение без коронования ею.
После бегства Оттона III 19-летний Карл Роберт остался единственным претендентом на престол Венгрии, но большая часть его королевства была поделена на владения магнатов, и даже его сторонники игнорировали его королевские указания. Его позиции несколько усилились, когда прибывший в июне 1308 года легат папы Климента V кардинал Джентилис убедил Матуша Чака признать власть Карла Роберта во время их встречи в монастыре Кекеш. 27 ноября 1308 года Чак также присутствовал на собрании в Пеште, где Карл Роберт вновь был провозглашен королём Венгрии. После собрания синод прелатов в Буде подтвердил неприкосновенный статус короля и обязал Ласло Кана вернуть Корону Святого Иштвана Карлу Роберту. Тем не менее, воевода Трансильвании отказался это сделать, поэтому папский легат разрешил архиепископу Томасу Эстергомскому короновать Карла Роберта 15 июня 1309 года специально изготовленной по этому случаю короной. Наконец, под угрозой папского отлучения Ласло Кан передал Корону Святого Иштвана королю, и 27 августа 1310 года, уже в третий раз, тот был коронован ею архиепископом Эстергомским.
Именно с 1310 года начинается правление Карла Роберта в Венгрии.

## Борьба с магнатами
Летом 1311 года окончательно вышедший из-под королевского контроля Матуш Чак осадил столицу Карла Роберта Буду, но король смог отбить атаку. Вскоре после этого жители Кассы убили Амаде Абу, одного из главных сторонников Карла Роберта, но король принял сторону горожан, чем подтолкнул сыновей Абы на сближение с Чаком.
В мае 1312 года Карл Роберт осадил замок Чака в Шарише, но был вынужден отступить перед войсками могущественного магната. Тогда союзные войска Чака и сыновей Амаде Абы выступили против Кассы, но король разбил их в битве при Разгоницах 15 июня 1312 года. После победы Карлу Роберту удалось занять несколько крепостей сыновей Амаде Абы в комитатах Абауй, Торна и Шариш.
В 1314 году король захватил австрийский замок Девин, воспользовавшись внутренними распрями в Священной Римской империи, а в первой половине 1315 года ему удалось вернуть замок Вишеград, захваченный Матушем Чаком. Примерно в это же время он женился на Марии Бытомской, дочери князя Казимира Бытомского.
В течение мая 1316 года Карл Роберт боролся против семьи Кёсеги, но некоторые магнаты восточной части королевства во главе с Копашем Боршей восстали против него и предложили Корону Святого Иштвана Андрею Галицкому, который также был потомком короля Белы IV. Войска Карла Роберта разбили повстанцев и заняли их замки в комитатах Бихар, Сольнок, Боршод и Колош. В мае 1317 года его армия также подавила восстание сыновей Амаде Абы и захватила замок Комаром у Чака.
Для финансирования военных операций король активно захватывал церковное имущество, поэтому прелаты в 1318 году потребовали созыва всесословного собрания для осуждения действий короля. Однако собрание поддержало королевскую политику. В течение года войска Карла Роберта заняли ещё несколько крепостей погибших сыновей Ласло Кана в Трансильвании.
После смерти первой жены овдовевший Карл Роберт в сентябре 1318 года женился на Беатрисе Люксембургской, дочери императора Генриха VII и Маргариты Брабантской. Летом 1319 года он повел свои войска против короля Стефана Уроша II Сербского, занявшего южную часть Венгерского королевства, и одержал победу. После этого Карл Роберт оккупировал Белград, а также территорию Мачвы.
В 1336 году король Венгрии напал на Сербское царство, но потерпел поражение от Душана Сильного. В бою Карл Роберт был ранен стрелой. В результате он потерял Белград. В это время он начал реорганизовывать финансовую систему королевства.
Его вторая жена Беатриса Люксембургская умерла при родах вместе с младенцем 11 октября 1319 года. Ставший к 31 году дважды вдовцом, но все ещё остававшийся без наследника Карл Роберт 6 июля 1320 года женился на Елизавете Польской, дочери короля Владислава Локетка и Ядвиги Великопольской. Смерть 21 марта 1321 года Матуша Чака, самого могущественного аристократа королевства, привела к распаду его владений, и королевские войска смогли занять основные крепости умершего магната до конца года. В январе 1322 года города Далмации восстали против бана Младена II Шубича, чья семья была в числе первых сторонников Карла Роберта. Король, воспользовавшись ситуацией, отправился в Далмацию, арестовал бана и вновь утвердил королевскую власть в Хорватии и Далмации.

## Восстановление королевской власти
Карл Роберт провел ряд важных политических и экономических реформ. В начале 1323 году он отказался от королевской прерогативы на «облегчение» монеты и ввел новый налог (Lucrum camaræ) в целях установления стабильности королевских доходов. В том же году король перевел свою резиденцию из Темешвара в Вишеград.
Карл Роберт установил так называемую «систему чести»: вместо крупных пожертвований верный слуга короля получал должность (честь, honor), таким образом, он становился хранителем королевской собственности (в том числе замков) на местах и представителем короля. Эти должности предоставлялись не навсегда — король мог отозвать лицо, замещающее конкретную должность, в любое время.

## Новая экономическая политика
Карл Роберт отменил частные таможенные сборы между уездами королевства, установленные магнатами в период междуцарствия. Старая таможенная система была восстановлена на границах королевства. Таможни вновь стали королевской регалией.
Король успешно обуздал инфляцию, введя новые монеты с постоянным содержанием золота. Флорины чеканились с 1325 года в открытом в Кремнице монетном дворе и вскоре стали популярным платежным средством в Европе. Финансовая реформа привела к значительному пополнению казны.
Добыча золота в шахтах достигала 1 400 кг в год. Это треть всего добывавшегося в то время в мире золота и в пять раз больше, чем вырабатывало любое другое европейское государство. При этом от 30 до 40 процентов дохода от добычи золота оседали в королевской казне, что позволяло Карлу Роберту реформировать налоговую систему и при этом сохранять роскошное убранство своего двора.
Карл Роберт ввел новую экономическую политику, основанную на королевских регалиях:
- введение «Urbura» (= bányabér) — налога на шахты и добычу драгоценных металлов (1/10 добытого золота и 1/8 — серебра), взимаемого с помещиков с 1327 года. Чтобы помещики не скрывали доходы и открывали новые шахты, король приказал возвращать им 1/3 налога;
- регулирование чеканки денег — только король имел право чеканить монеты;
- новая таможенная система «Trigesima» (= harmincadvám). Таможенный сбор — 1/30 от стоимости ввозимого товара для всех иностранных торговцев;
- «налог на ворота» — взимался в основном с крестьян за каждые ворота, где могла пройти телега;
- проведение переписи — для взимания налогов с поселений и королевских владений;
- взимание налога на церковь (1/3 от папского дохода).

## Внешняя политика
Внешняя политика Карла Роберта во многом была построена на династических союзах, благодаря которым он стремился укрепить своё господство над соседними территориями.
Его самым большим достижением стало заключение оборонительного союза с Польшей и Чехией против Габсбургов, подтвержденного в 1335 году Тренчинской конвенцией и двухмесячным съездом в Вишеграде. Результатом съезда стало не только то, что правители Центральной Европы на два месяца оставили свои разногласия и наслаждались развлечениями венгерского двора, но и то, что в 1337 году венгры и поляки совместно напали на владения императора Людвига IV и его союзника Альбрехта II Австрийского.
Желание Карла Роберта объединить короны Венгрии и Неаполя натолкнулось на противодействие Венеции и папы римского, которые опасались, что Венгрия может завоевать господство в Адриатике. Тогда Карл Роберт компенсировал своё разочарование тем, что в 1339 году его союзник и шурин Казимир III пообещал его сыну Людовику польскую корону, если сам умрет бездетным. Наконец, его младшему сыну, Андрашу была обещана корона Неаполя после помолвки с наследницей неаполитанского престола Джованной I.

### Обострение ситуации на южных границах
Арпадам удалось создать на южной границе своего королевства шесть военных округов (банатов), включающий в себя часть Валахии (южная часть современной Румынии) и северную часть современной Болгарии, Сербии и Боснии. Карл Роберт попытался укрепить эти территории.
В условиях анархии первых лет правления Карла Роберта большинство южных банатов превратилось в полунезависимые и антивенгерски настроенные княжества. Преобладающей религией в них было православие, и активность католических миссионеров, а также стремление местного населения объединиться с Болгарией и Сербией спровоцировали восстание.
До 1320 года западная Валахия (Олтения) входила в банат Северин. Когда валашский правитель Басараб I выказал признаки неповиновения, Карл Роберт привел свою армию в Валахию, но недостаток провианта вынудил его вернуться, заняв лишь несколько поселений. Во время отступления в ноябре 1330 года венгерская армия оказалась в ловушке, устроенной валахами на перевале близ Посады. В битве при Посаде венгерская армия была перебита, а сам король едва спасся, переодевшись в одежду одного из своих рыцарей. Благодаря сильной финансовой системе Венгрия быстро восстановила свою армию, однако фактически утратила господство над Валахией.
Карл Роберт умер в Вишеграде в 1342 году. Церемония похорон прошла в Секешфехерваре при участии его союзников — Казимира III Польского и Карла IV Люксембургского.

## Браки
Карл Роберт имел связь с Елизаветой Чак, дочерью Дьёрдя Чака. Елизавета родила ему сына Коломана, будущего епископа Дьерского.
Карл Роберт был женат трижды.

### Первый брак
Его первой женой с 1306 года была Мария Бытомская (ок.1295—1317) — дочь Казимира Бытомского и его жены Елены.
Дети от этого брака:
- Екатерина, герцогиня Свидницкая — жена Генриха II Свидницкого, мать Анны Свидницкой — третьей жены императора Карла IV.
- Елизавета (ум. 1367) — жена Болеслава Опольского.

Некоторые считают, что Екатерина и Елизавета были дочерьми Елизаветы Польской, третьей жены Карла Роберта.

### Второй брак
С 1318 года женой Карла Роберта была Беатриса Люксембургская (1305—1319) — дочь императора Генриха VII и Маргариты Брабантской. В ноябре 1319 года она умерла при родах вместе с младенцем.

### Третий брак
С 1320 года женой Карла Роберта была Елизавета Польская (1305—1380) — дочь Владислава Локетка и Ядвиги Великопольской. У них было пять сыновей :
1. Карой (Карл) (1321).
2. Ласло (Владислав; 1 ноября 1324 — 24 февраля 1329).
3. Людовик I Великий (1326—1382).
4. Андрей Венгерский (герцог Калабрийский) (1327—1345).
5. Иштван, герцог Славонии (1332—1354).